# Lomond EvoJet Office
Lomond EvoJet Office (відомий також як Memjet Office Printer) — найшвидший (згідно з текстом прес-релізу компанії-виробника) на 2011 з представлених на світовому ринку домашніх струменевих принтерів формату А4/Legal до появи HP Officejet Pro X576dw. Завдяки революційним технічним рішенням — нерухомій друкуючій голівці шириною 222,8 мм — здатний розвивати швидкість друку до 60 сторінок формату А4 в хвилину. Раніше такі друкуючі голівки використовувалися лише у промисловому цифровому друкарському обладнанні.

## Історія появи на російському ринку
У 2007 році австралійська дослідницька компанія Silverbrook Research приступила до монетизації ідей прискорення струменевого друку шляхом збільшення фізичних розмірів друкуючих головок принтерів. У цьому зв'язку була заснована компанія Memjet, яка вже в 2009 році на міжнародній виставці International Consumer Electronics Show в Лас-Вегасі (США) представила працюючий прототип Memjet Office Printer.
Поширенням нового принтера в Росії і країнах Європи зайнялася компанія Lomond, а сам Memjet Office Printer отримав нову назву — Lomond EvoJet Office. Вже як Lomond EvoJet Office він був в квітні 2011 року представлений на виставці Consumer Electronics & Photo Expo [Архівовано 14 лютого 2014 у Wayback Machine.] (напівофіційна назва — «Фотофорум») в Москві. Продаж принтерів розпочаті в IV кварталі 2011 року.

## Технічні особливості
Lomond EvoJet Office оснащено нерухомою друкувальною голівкою шириною у 222,8 мм, що має 70000 дюз й здатна розпиляти на носій до 704000000 чорнильних крапель за секунду. Призначений для монохромного й кольорового документного друку на носіях зі щільністю до 180 г/м² формату А4/Legal. Подавання носіїв більшої щільності чи меншого формату може бути лише ручним по окремому аркушу.
Lomond EvoJet Office друкує водорозчинними чорнилами. Це не характерно для документного принтера (принтери для друку документів найчастіше використовують пігментні чорнило). Технологія друку — струменевий термальна.

## Цікаві факти
- Спочатку повідомлялося, що вартість принтера не перевищить 200—300 доларів, а комплектні картриджі будуть перезаправних (в сервісних центрах). Коли Lomond EvoJet Office вступив в масовий продаж, його вартість перевищила 1000 доларів, а картриджі виявилися оснащені чипами блокуючого типу.
- Гарантія виробника не поширюється на друкувальну голівку.
- Заявлена в технічних характеристиках Lomond EvoJet Office рекомендована друкована навантаження становить 2500-5000 в місяць. З урахуванням високої швидкості друку менше 2 годин безперервної роботи принтера.

## Технічні характеристики
| Технологія друку                | струменевий термальна                                                   |
| Друкуюча головка                | Memjet                                                                  |
| Кількість дюз друкуючої головки | 70000                                                                   |
| Дозвіл друку                    | 1600х1600 dpi, 1600x800 dpi                                             |
| Кількість кольорів              | 4 (CMYK)                                                                |
| Вимоги до формату носія         | тільки А4/Legal (основний лоток), до А4/Legal (ручна полистовая подача) |
| Вимоги до щільності паперу      | 70-180 г/м2 (основний лоток), 70-300 г/м2 (ручна полистовая подача)     |
| Місткість лотка подачі          | 250 листів                                                              |
| Місткість приймального лотка    | 125 листів                                                              |
| Вимоги до ОС                    | Windows, Mac OS                                                         |
| Інтерфейси                      | USB 2.0, Ethernet                                                       |
| Габарити (ШхВхГ)                | 420x225x550 мм                                                          |
| Вага                            | ~12 кг                                                                  |